# It’s On (Dr. Dre) 187um Killa
It’s On (Dr. Dre) 187um Killa ist eine EP des US-amerikanischen Rappers Eazy-E. Sie erschien 1993 unter seinem eigenen Label Ruthless Records und wird dem Genre Hip-Hop sowie dessen Stilrichtungen Westcoast-Hip-Hop, G-Funk und Gangsta-Rap zugerechnet. Es wurde das letzte Werk Eazy-Es, das vor seinem Tod veröffentlicht wurde. Die EP ist geprägt vom Beef mit Dr. Dre und gilt als Antwort auf dessen Attacken auf dem Album The Chronic.

## Entstehungsgeschichte
It’s On (Dr. Dre) 187um Killa entstand, nachdem sich N.W.A aufgelöst und Dr. Dre Ruthless Records, Eazy-Es Label, verlassen und sich Death Row Records angeschlossen hatte.
Fast zeitgleich veröffentlichte Eazy-E Ende 1992 seine EP 5150: Home 4 Tha Sick und Dr. Dre sein Album The Chronic. Während The Chronic unter anderem durch die Begründung des Subgenres G-Funk ein großer Erfolg wurde, kam 5150: Home 4 Tha Sick nicht über Platz 70 der Billboard 200 hinaus und erhielt eine Goldene Schallplatte für 250.000 abgesetzte Exemplare.
Insbesondere das häufige Abspielen des Musikvideos zu Fuck wit Dre Day (And Everybody’s Celebratin’), einer Singleauskopplung aus The Chronic, auf MTV schmerzte Eazy-E, da das Lied nicht nur textlich ein Diss gegen ihn war, sondern sich auch filmisch über ihn lustig machte. So wurde beispielsweise im Video eine Eazy-E ähnelnde Person namens „Sleazy-E“ (Wortspiel mit Eazy-Es Künstlernamen und dem englischen Ausdruck „sleazy“ für heruntergekommen oder schäbig) gezeigt, die am Pasadena Freeway ein Pappschild mit der Aufschrift „Will Rap for Food“ (englisch für „Werde für Essen rappen“) hochhält und später von Dr. Dre erschossen wird.
Eazy-E beschloss daher It’s On (Dr. Dre) 187um Killa als Rache an Dr. Dre aufzunehmen. Es wurde der letzte Tonträger, der vor seinem durch AIDS bedingten Tod veröffentlicht wurde.

## Musikstil
Inhaltliches Kernthema der EP war der genretypische Angriff auf Dr. Dre und Snoop Doggy Dogg, insbesondere auf den beiden Liedern Real Muthaphuckkin G’s und It’s On. Fortgesetzt wurde diese Attacke auch im Booklet. So wurde eine Seite davon als Todesanzeige für Dr. Dre in der fiktiven Zeitung „The Eazy Times“ gestaltet, wobei das englische Wort für Nachruf, „obituary“, als „obitchuary“ geschrieben wurde und damit ein Wortspiel mit der Beleidigung Bitch darstellte. Darüber hinaus wurde ein Bild von Dr. Dre aus dessen Zeit bei der World Class Wreckin’ Cru beigefügt, auf dem dieser einen mit Pailletten besetzten Overall trägt. So sollte Dr. Dres Image als harter Gangster zerstört werden.
Im Gegensatz dazu steht die musikalische Untermalung der Texte. Diese war eine exakte Umsetzung des G-Funk-Klangbilds, mit heulenden Synthesizer-Melodien und harten Trommelgeräuschen und stellte so im Prinzip eine Kopie der Musik auf Dr. Dres The Chronic dar. Die stilbildenden Elemente des G-Funk wurden sogar so übertrieben benutzt, dass sie teilweise als Verhöhnung auf den Sound Dr. Dres verstanden wurden. Der Produzent Rhythm D sagte später, dass dies auch die Intention gewesen sei: er wollte eine böse Parodie des Klangs erschaffen.
Weitere verarbeitete Themen sind Mordfantasien („Any Last Werdz“), der für Gangsta-Rap typische Nihilismus (Still a Nigga) und Marihuanakonsum (Down 2 Tha Last Roach). Mit Bezug auf Eazy-Es Todesursache (AIDS-bedingte Komplikationen) wirkt jedoch rückblickend vor allem das Lied Gimmie That Nutt konsequent programmatisch, das seine männliche, heterosexuelle Promiskuität als idealen Lebensstil propagiert („In some pussy is the place to be / Always fucking is the life for me“).

## Titelliste
1. Exxtra Special Thankz – 1:06
  - Autoren: Eazy-E, Rhythm D
  - Produziert von Rhythm D
2. Real Muthaphuckkin G’s (feat. Gangsta Dresta und BG. Knocc Out) – 5:33
  - Autoren: Eazy-E, Gangsta Dresta, BG. Knocc Out
  - Produziert von Rhythm D
3. Any Last Werdz (feat. Kokane und Cold 187um) – 5:11
  - Autoren: Shaki, Cold 187um, G. Thomas, G. Victory, C. Sylvan
  - Produziert von Cold 187um
  - Enthält ein Sample von „Gigolo“ von Fatback
4. Still A Nigga – 4:10
  - Autoren: Eazy-E, Yella
  - Produziert von Yella
5. Gimmie That Nutt – 2:59
  - Autoren: Eazy-E, Yella
  - Produziert von Yella
6. It’s On – 5:02
  - Autoren: Tha Dogg Catcher, Rhythm D
  - Produziert von Rhythm D
7. Boyz N Tha Hood (G-Mix) – 5:36
  - Autoren: Ice Cube, Eazy-E, Dr. Jam
  - Produziert von Dr. Jam
8. Down 2 Tha Last Roach (feat. Mr. Roach Clip, BG. Ash Trey und Shaki) – 7:51
  - Autoren: Eazy-E, Shaki, BG. Knocc Out, Madness4Real
  - Produziert von Madness4Real

## Veröffentlichungen und Charterfolge
It’s On (Dr. Dre) 187um Killa erreichte lediglich in Eazy-Es Heimatland USA Chartplatzierungen. Dort war die EP allerdings sehr erfolgreich. Sie stieg auf Platz 5 der Billboard 200 ein und konnte sich 38 Wochen in dieser Verkaufsliste halten. Von der RIAA wurde eine zweifache Platin-Schallplatte für mehr als eine Million abgesetzte Einheiten verliehen.
Auch die erste Single, Real Muthaphuckkin G’s, konnte Hitparadenerfolge erzielen. Sie gelangte bis auf Rang 42 der Billboard Hot 100. Das Lied war ein heftiger Diss an Dr. Dre und dessen Protegé Snoop Doggy Dogg. Unter anderem verhöhnte Eazy-E Dr. Dre dafür, dass dessen an ihn gerichtetes Disslied Fuck wit Dre Day (And Everybody’s Celebratin’) ihm noch Einnahmen bringen würde, wegen der Vertragsverhältnisse Dr. Dres („‚Dre Day‘ only meant Eazy’s payday“). Darüber hinaus wurde der Darsteller der Figur „Sleazy-E“ (siehe Entstehungsgeschichte) für das dazugehörige Musikvideo verpflichtet und in seiner Rolle von zahlreichen Crips durch Compton gejagt.
Anschließend wurde noch Any Last Werdz, in dem ein fiktiver Mord aus der Ich-Perspektive geschildert wird, ausgekoppelt. Dabei handelte es sich allerdings nur um Promo-Tonträger, sodass keine Chartplatzierungen folgten.

## Rezeption
It’s On (Dr. Dre) 187um Killa wurde durchschnittlich bis schlecht bewertet.
Jason Birchmeier vergab für Allmusic dreieinhalb von höchstens fünf möglichen Sternen. Er hält Eazy-E zwar nicht für einen besonders talentierten MC, wegen seines einzigartigen Stils und seiner Attitüde aber dennoch für einen der besten Gangsta-Rapper der frühen 1990er Jahre, der auf dieser EP bringe, was man von ihm erwarte und dabei brilliere.
Im Hip-Hop-Magazin The Source wurde das Werk nur mit zweieinhalb von maximal fünf Mikrofonen bewertet. Kritisiert wurde sowohl Eazy-Es Version des G-Funk, die als halbherzige Mittelmäßigkeit bezeichnet wurde, als auch seine Raps, die oft nicht im Takt seien. Zusammenfassend wurde er, Bezug nehmend auf den Beef mit Dr. Dre, als geschlagener Mann beschrieben.
Die Los Angeles Times urteilte in einer kurzen Rezension mit zwei von vier Sternen. Auch hier wurde die musikalische Untermalung als schwach bemängelt. Darüber hinaus wurde er mit anderen Hip-Hop-Musikern verglichen: er könne zwar nicht so gut reimen wie Ice Cube, keinen Beat wie Dr. Dre kreieren und nicht so anmutig rappen wie Snoop Doggy Dogg, aber er sei als Gangster authentischer als diese, beweise dies jedoch auf eine langwierige Art, die ermüdend sei.